# Tomáš Necid
Tomáš Necid (pronunție în cehă [ˈtomaːʃ ˈnɛtsɪt]; n. 13 august 1989, Praga, Cehoslovacia) este un fotbalist profesionist ceh care joacă pe postul de atacant  pentru ADO Den Haag din Olanda și pentru echipa națională a Cehiei.
Este fratele mai mare al lui Simona Necidová, care joacă pentru naționala de fotbal feminin a Cehiei.

## Cariera pe echipe

### Primii ani
Necid a jucat primul său meci pentru echipa mare a lui SK Slavia Praga în septembrie 2006, pe când avea doar 17 ani. O lună mai târziu, a marcat primul gol în campionat.

#### Împrumutul la Jablonec
În sezonul 2007-2008, Necid și-a făcut debutul în Liga Campionilor UEFA, dar a fost împrumutat în FK Jablonec 97 pentru a doua jumătate a sezonului. În ciuda faptului că a jucat doar 14 meciuri (de 30), a fost cel mai bun marcator al sezonului cu cinci goluri. Când Necid a venit la FK Jablonec 97, echipa se afla pe locul 15 (din 16), loc retrogradabil. După ce Necid a început să joace pentru echipă, ea a terminat sezonul pe locul 12 și, prin urmare, a supraviețuit, cu Necid fiind unul dintre eroii echipei. Când împrumutul s-a încheiat, el a declarat că își dorește să se întoarcă la Slavia și nu a vrut să mai joace pentru Jablonec din nou.
La finalul sezonului, în primul său meci pentru Slavia după revenirea sa de la Jablonec, a marcat un gol împotriva lui Liberec. Slavia Praga a câștigat Liga Gambrinus 2007-2008. În 2008, a câștigat premiul „Talentul anului” la premiile acordate celor mai buni fotbaliști cehi ai anului.

### ȚSKA Moscova
În august 2008, ȚSKA Moscova, interesată de Necid din 2006, semnat un acord cu Slavia Praga potrivit căruia Necid va rămâne la Slavia până la sfârșitul anului și va veni la ȚSKA în ianuarie 2009. A jucat primul său meci oficial pentru ȚSKA Moscova la 7 martie 2009 în Supercupa Rusiei 2009, în care a intrat pe teren în minutul 78 și a marcat golul câștigător pentru echipa sa în prelungiri în minutul 113. Înainte de a ajunge la ȚSKA Moscova Necid a jucat 16 meciuri în Liga Gambrinus 2008-2009 și a înscris 11 goluri (ceea ce îl făcea cel mai bun marcator al sezonului în momentul în care a plecat).
În meciul său de debut pentru ȚSKA din Supercupa Rusiei din 2009, Necid a intrat ca rezervă la  scorul de 1-1 și a marcat golul victoriei.
În iunie 2011, Necid a suferit o accidentare la genunchi în urma căreia a suferit două operații și care l-a ținut pe tușă timp de 22 de luni (până în aprilie 2013).

#### Împrumutul la PAOK
Necid a semnat pentru PAOK în sezonul 2013-2014 pentru a juca mai mult. Alte echipe precum cu Olympiacos, Rennes și Twente s-au interesat și ele de Necid.

#### Împrumutul la Slavia Praga
La 6 ianuarie 2014, Slavia Praga a anunțat că a semnat un contract cu Necid, pe care l-a adus sub formă de împrumut până la sfârșitul sezonului 2013-2014.

#### Împrumutul la Zwolle
În august 2014, el a fost trimis sub formă de împrumut la echipa olandeză din Eredivisie PEC Zwolle.

#### Întoarcerea la ȚSKA Moscova
Împrumutul său s-a încheiat în ianuarie 2015 astfel că s-a întors la ȚSKA. După ce a fost doritde Chievo Verona, Necid și-a dizolvat contractul cu ȚSKA la 2 februarie 2015.

### PEC Zwolle
S-a întors la PEC Zwolle ca jucător liber de contract și a semnat un contract până la sfârșitul sezonului.

### Bursaspor
La 2 iulie 2015, Necid a semnat un contract pe patru ani cu echipa turcă Bursaspor din Süper Lig. Aici a fost adus pentru a-l înlocui pe golgheterul din sezonul 2014-2015, Fernandão.

#### Împrumutul la Legia Varșovia
La 30 ianuarie 2017, el a fost împrumutat la Legia Varșoviei pentru o jumătate de an.

#### A treia dată la Slavia Praga
La 1 septembrie 2017, Necid s-a reîntors la Slavia Praga pentru un an sub formă de împrumut. La 9 mai 2018 a jucat cu Slavia Praga finala Cupei Cehiei din sezonul 2017-2018 împotriva lui FK Jablonec. El a părăsit-o pe Slavia după încheierea împrumutului.

### ADO Den Haag
La 28 august 2018, a ajuns la echipa olandeză ADO Den Haag, cu care a semnat un contract pe doi ani după ce și-a reziliat contractul cu Bursaspor.

## Cariera la națională

### Tineret
El a terminat ca golgheter cu cinci goluri în cinci meciuri marcate la Campionatul European de Fotbal sub 17 ani al UEFA din 2006, în care Cehia a câștigat o medalie de argint.
El a devenit cel mai bun marcator al Campionatului European de Fotbal sub 19 ani în UEFA, cu patru goluri în patru jocuri. La acel turneu, Cehia a ajuns în semifinala.
Necid a făcut parte din lotul Cehiei U-20 die la Campionatul Mondial de Fotbal U-20 din 2009.

### Naționala mare
Primul său meci cu echipa națională mare a avut loc la 19 noiembrie 2008, într-un meci de calificare împotriva lui San Marino. Echipa națională de fotbal a Cehiei a câștigat 3-0, iar Necid a marcat cel de-al treilea gol. După aceasta, Necid a marcat trei goluri în calificările la Campionatul Mondial. El a marcat al cincilea gol într-o victorie cu 4-2 cu Statele Unite într-un amical de pe 25 mai 2010. Cel de-al șaselea l-a marcat într-o victorie cu 4-1 împotriva Letoniei.